# Ácido folínico
Ácido folínico (DCI) ou leucovorina, geralmente administrado como folinato de sódio ou cálcio (ou leucovorina sódica/cálcica), é um adjuvante usado na quimioterapia do cancro com recurso ao metotrexato. Também é usado em combinação sinérgica com o agente quimioterápico  5-fluorouracila.
O ácido folínico tem dextro- e levoisómeros, e apenas este último tem utilidade farmacológica. Como tal, o ácido levofolínico foi aprovado pela FDA em 2008. O ácido levofolínico e os seus sais são drogas enantiopuras. Têm configuração S no átomo de carbono assimétrico (ver abaixo).

## Mecanismo de ação
O ácido folínico é convertido em ácido tetraidrofólico, sua forma metabolicamente ativa. É prontamente convertido em outros derivados reduzidos de ácido fólico (p.e. tetraidrofolato), e, portanto, possui atividade vitamínica equivalente à do ácido fólico. Contudo, dado que não requer a ação da dihidrofolato redutase para a sua conversão, a sua função como vitamina não é afetada pela inibição desta enzima por drogas como o metotrexato.
Assim, o ácido folínico permite a ocorrência da síntese de alguma purina/pirimidina na presença de inibição da dihidrofolato redutase, de modo a que alguns processos normais de replicação de ADN e transcrição de ARN possam ter lugar.

Ácido levofolínico
Ácido fólico

## Uso terapêutico
O ácido folínico é administrado na altura apropriada a seguir ao metotrexato como parte de um plano quimioterapêutico completo, no qual poderá "resgatar" do metotrexato as células da medula óssea e da mucosa gastrointestinal. Não existe efeito aparente sobre nefrotoxicidade preexistente induzida pelo metotrexato.
Apesar de não ser um antídoto específico para o metotrexato,o ácido folínico pode ser também útil no tratamento de sobredosagem aguda de metotrexato. São usados diferentes protocolos de dosagem, mas o ácido folínico deverá ser redosado até a concentração de metotrexato ser menor que 5 x 10−8 M.
O ácido folínico é também usado em combinação com o agente quimioterápico 5-fluorouracila no tratamento do cancro do cólon. Neste caso, o ácido folínico não é usado com propósito de "resgate"; outrossim, amplifica o efeito do 5-fluorouracila ao inibir a timidilato sintase (TS).
O ácido folínico é também por vezes usado para prevenir os efeitos tóxicos de altas doses de antimicrobianos inibidores da diidrofolato redutase como o trimetoprim e a pirimetamina. Pode também ser prescrito no tratamento da retinite causada por toxoplasmose, em combinação com os antagonistas do ácido fólico pirimetamina e sulfadiazina.
Foi estudado para o uso na síndrome de Down, mas não foi demonstrado qualquer benefício.

## Nota sobre a administração
O ácido folínico não deve ser administrado por via intratecal. Tal pode causar efeitos adversos ou mesmo morte.